# Vania Argirova
Vania Argirova es una deportista búlgara que compitió en natación. Fue medalla de bronce en 200 metros estilo libre y en 4x100 metros estilos en el Campeonato Europeo de Natación de 1985.

## Palmarés internacional
| Campeonato Europeo de Natación | Campeonato Europeo de Natación | Campeonato Europeo de Natación | Campeonato Europeo de Natación |
| Año                            | Lugar                          | Medalla                        | Prueba                         |
| ------------------------------ | ------------------------------ | ------------------------------ | ------------------------------ |
| 1985                           | Sofia (Bulgaria)               | Medalla de bronce              | 4 × 100 m estilos              |
| 1985                           | Sofia (Bulgaria)               | Medalla de bronce              | 200 m libre                    |